# Ivensia scaura
Ivensia scaura är en insektsart som beskrevs av David R. Ragge 1980. Ivensia scaura ingår i släktet Ivensia och familjen vårtbitare. Inga underarter finns listade i Catalogue of Life.